# 清洲同盟
清洲同盟在日本戰國時代織田信長與德川家康締結的軍事同盟，又稱為織田德川同盟、尾張三河同盟，為左右日後日本歷史發展的重要同盟，是战国时期许多盟约中缔结双方恪守诺言最好、维持时间最长的一个盟约。

## 同盟經過
1560年（永祿3年），今川義元在桶狹間之戰被織田信長軍隊殺死。臣從今川義元的松平元康（即德川家康）在岡崎城外大樹寺試圖切腹自盡。不過寺院的住持向他看為泰平之世而生存，打消了自盡的念頭，向今川家獨立。但是惹怒了今川義元的後繼人今川氏真。1561年今川氏家臣吉田城代小原鎮實殺死德川方的人質。為了與駿河國今川對決，於是向領地西邊的織田氏提出結盟，家康的交涉者是石川數正，探索同盟的可能性。
信長與美濃國的齋藤氏交手，後來派出水野信元負責交涉。但是織田和松平在歷史上有交戰的紀錄（信長之父織田信秀與家康祖父松平清康、家康之父松平廣忠），兩方家臣仍然怀有強烈的仇恨，還沒有結成同盟。正式同盟在桶狹間之戰兩年後出現。當時家康到清洲城探訪織田信長。在會見期間提出同盟的建議，清洲同盟正式開始。

## 對等同盟到臣從同盟

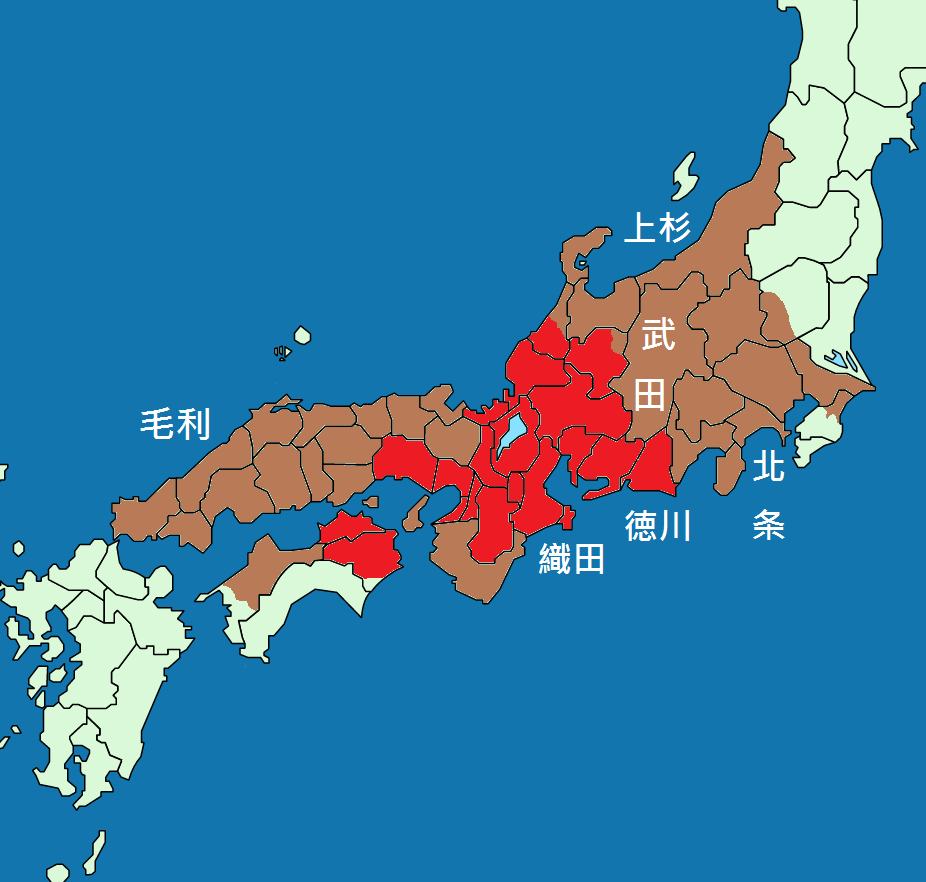
1576年的信長包圍網與織德同盟

信長與家康最初是對等同盟。1567年（永祿10年），信長女兒五德與家康長男松平信康進行婚姻，加深了兩家的關係。
在軍事上，織田信長上洛，朝倉、淺井討伐戰、姉川之戰家康向信長派出援軍。信長亦在三方原之戰、長篠之戰等對武田軍戰役向家康派出援軍。在互相利害之下，家康拒絕了足利義昭的副將軍邀請，拒絕加入信長包圍網，在被包圍的情況下解決了危機。
在信玄病死後，家康與信長的關係出現了變化。1573年信玄病逝後，武田軍的實力減退，信長包圍網亦隨之瓦解。信玄死後，織田軍率先消滅室町幕府、消滅淺井、朝倉以及肅清伊势長島及越前、加贺的一揆。勢力橫跨畿內、北陸及西國。1578年，上杉謙信病逝，上杉氏的威力大減，在畿內亦無強敵存在。而家康則只統領三河及遠江兩國。因而間接成為了臣從織田家的關係。
1579年（天正7年），信長要求家康，處死松平信康的親生母親築山殿，理由是德姬向信長指兩人與武田勝賴的內奸。不過因為築山殿與信康自盡，事件告一段落。
1582年織田及德川大軍攻打武田的領地，結果武田勝賴在天目山敗陣後自盡身亡，武田氏滅亡。戰後將武田氏舊有領地分配。信濃國由森長可和毛利秀賴、甲斐由河尻秀隆、上野由瀧川一益管治。而家康獲得駿河一國。當時家康是到信長居城安土城，由信長賜封給家康。這時候，家康與織田將領身份相若，臣服於織田信長之下。

## 同盟完結
1582年，織田信長在本能寺自殺，是為本能寺之變。甲斐地區的河尻秀隆與一揆交戰時戰死。家康乘機進入信濃地區，因而與北條軍和上杉軍爆發衝突。（天正壬午之亂）
1583年，羽柴秀吉在賤岳之戰大敗柴田勝家後，取得了近畿地區的優勢。自稱是織田信長的繼承人織田信雄向家康求援。但是信雄缺乏實力，因而家康比起信雄更為顯著。
雖然德川和織田軍在小牧長久手之戰中取得優勢，不過德川軍撤兵後，秀吉攻擊信雄領地，攻佔伊勢、伊賀兩國，信雄向秀吉議和。德川家方面石川數正突然離開家康向秀吉效忠，之後秀吉對家康採取懷柔政策，1586年（天正14年）10月27日，家康前往大坂城拜見秀吉，結果家康向秀吉臣從。

## 同盟意義
在幾乎不說「信義」的戰國時代來說，維持20年的同盟關係算是非常特殊的例子（後段10年多為完全從屬同盟）。此同盟造就信長沒有後顧之憂，成功上洛並向西擴張。而家康附近的今川氏、武田氏、北条氏等經濟與兵力都在德川之上，因此無法像信長一般擴大勢力。不過，也由於來自信長方面的援助，德川氏也才沒有在早期就被今川氏與武田氏等強敵消滅，並最終一步一步蠶食了這些強敵的領土。一般認為，對信長的信義與忠誠也提高了家康的名聲，對於後來取得天下也有幫助，造成家康再困難也仍然維持同盟的原因。
其後德川2代將軍秀忠次子迎娶的也是織田一族的公主，由此可見織田德川的同盟並非所謂的單純戰略政治聯盟，否則不需到德川幕府開始後還迎娶織田家的族人。